# Азола папоротеподібна
Азола папоротеподібна — це рослина роду Азола, який родом із теплих помірних і тропічних регіонів Америки, що був завезений до Європи, Північної та південно-сахарної Африки, Китаю, Японії, Нової Зеландії, Австралії, Карибського басейну та Гаваїв. 
Це плавуча водна папороть з дуже швидким зростанням, здатна поширюватися по поверхні озер, що може забезпечити повне охоплення водної поверхні всього за кілька місяців. Кожна окрема рослина по 1-2 см завширшки, по краях забарвлена в рожевий, помаранчевий або червоний колір, вільно розгалужується і в міру зростання розділяється на дрібніші частини. Погано переносить низькі температури, і в помірному кліматі взимку значною мірою гине, виживаючи завдяки брунькам, розташованим під водою. Як і інші види азоли, може проводити азотфіксацію з повітря, бо містить діазотрофний організм Nostoc azollae в спеціалізованих кишенях листя. Цей стародавній симбіоз дозволяє N. azollae фіксувати азот з повітря і сприяти метаболізму папороті.  .
Викопні скам'янілості відомі з кількох місць у Європі (Hyde et al. 1978).
50 мільйонів років тому Azolla filiculoides, можливо, зіграла ключову роль в охолодженні планети. 
Azolla filiculoides була одним із перших двох видів папороті, для якого був опублікований референтний геном.  

## Визначення
Єдиний надійний спосіб відрізнити цей вид від Azolla cristata (довгий час помилково відомого як A. caroliniana) - дослідити трихоми на верхніх поверхнях листя. Трихоми - це невеликі виступи, що забезпечують водонепроникність. Вони одноклітинні в A. filiculoides, але перегородкові (двоклітинні) в A. cristata .

## Вирощування
Цей вид був інтродукований у багато регіонів Старого Світу, де вирощувався завдяки своїй здатності до фіксації азоту, яка може бути використана для збільшення темпів росту культур, що вирощуються у воді, наприклад, рису, або як зібране з озер біодобриво для наземних рослин. A. filiculoides часто вирощується в акваріумах і ставках, де він може легко стати панівним над іншими видами.

## Інвазивний вид
A. filiculoides вперше був зафіксований в Європі в 1870-1880-х роках, коли вид міг бути випадково перевезений у баластній воді з мальками або безпосередньо як декоративна або акваріумна рослина. Він був завезений в Азію зі Східної Німеччини в 1977 році як альтернатива чутливому до холоду місцевому штаму A. pinnata, який використовується як зелене добриво в рисовій промисловості. A. filiculoides також був поширений по всьому світу як дослідницька модель рослини для вивчення симбіозу Azolla-Anabaena. У районах інтродукції A. filiculoides здатний до швидкого зростання, особливо в евтрофних екосистемах, і випереджає місцеві водні рослини. Щільний мат A. filiculoides викликає недостатнє проникнення світла та анаеробне середовище через розкладання детриту, що спричиняє різке зниження якості води, водного біорізноманіття та функціонування екосистем.  

## Дивіться також
- Азолова подія

## Галерея

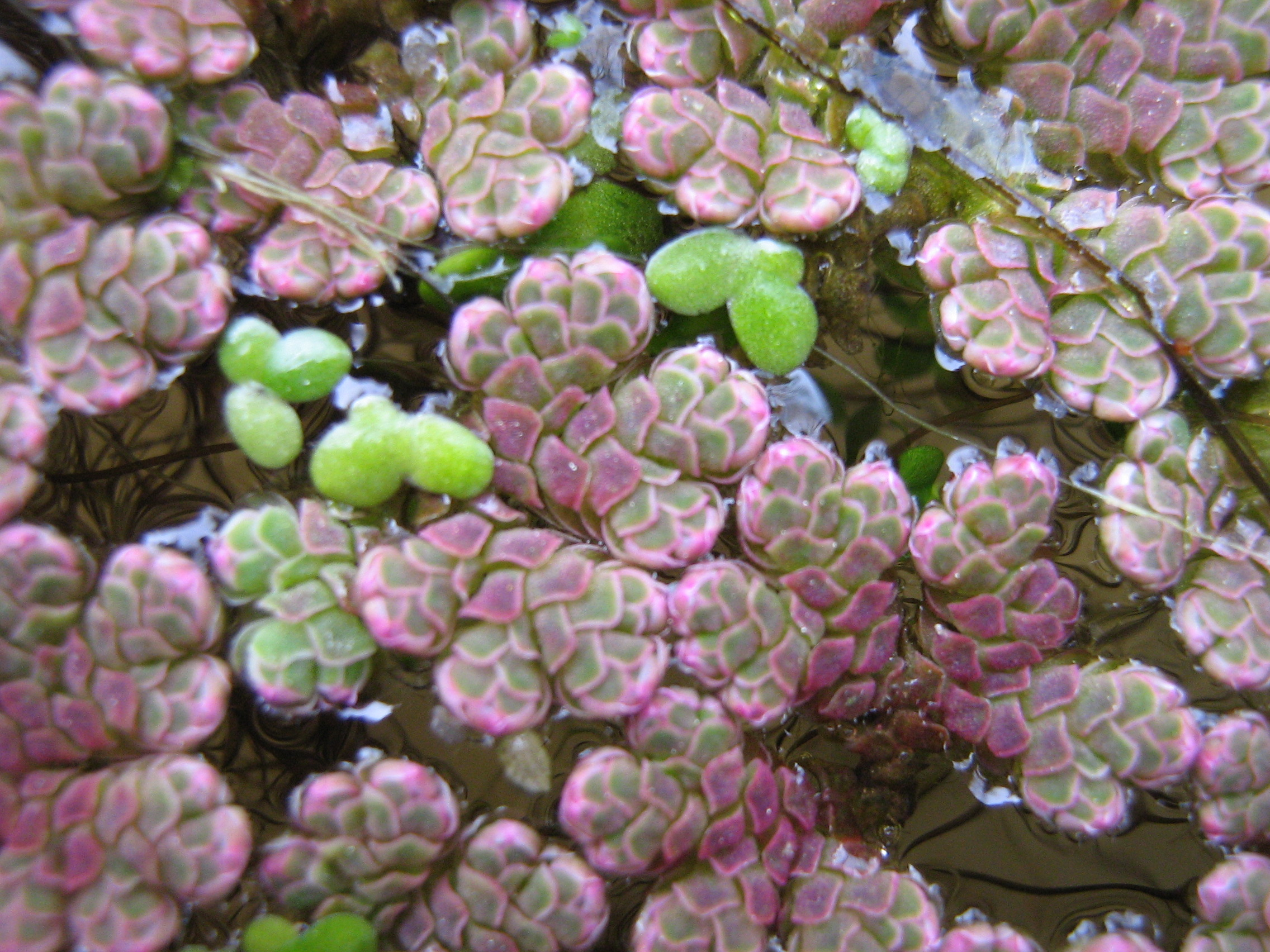
Azolla filiculoides
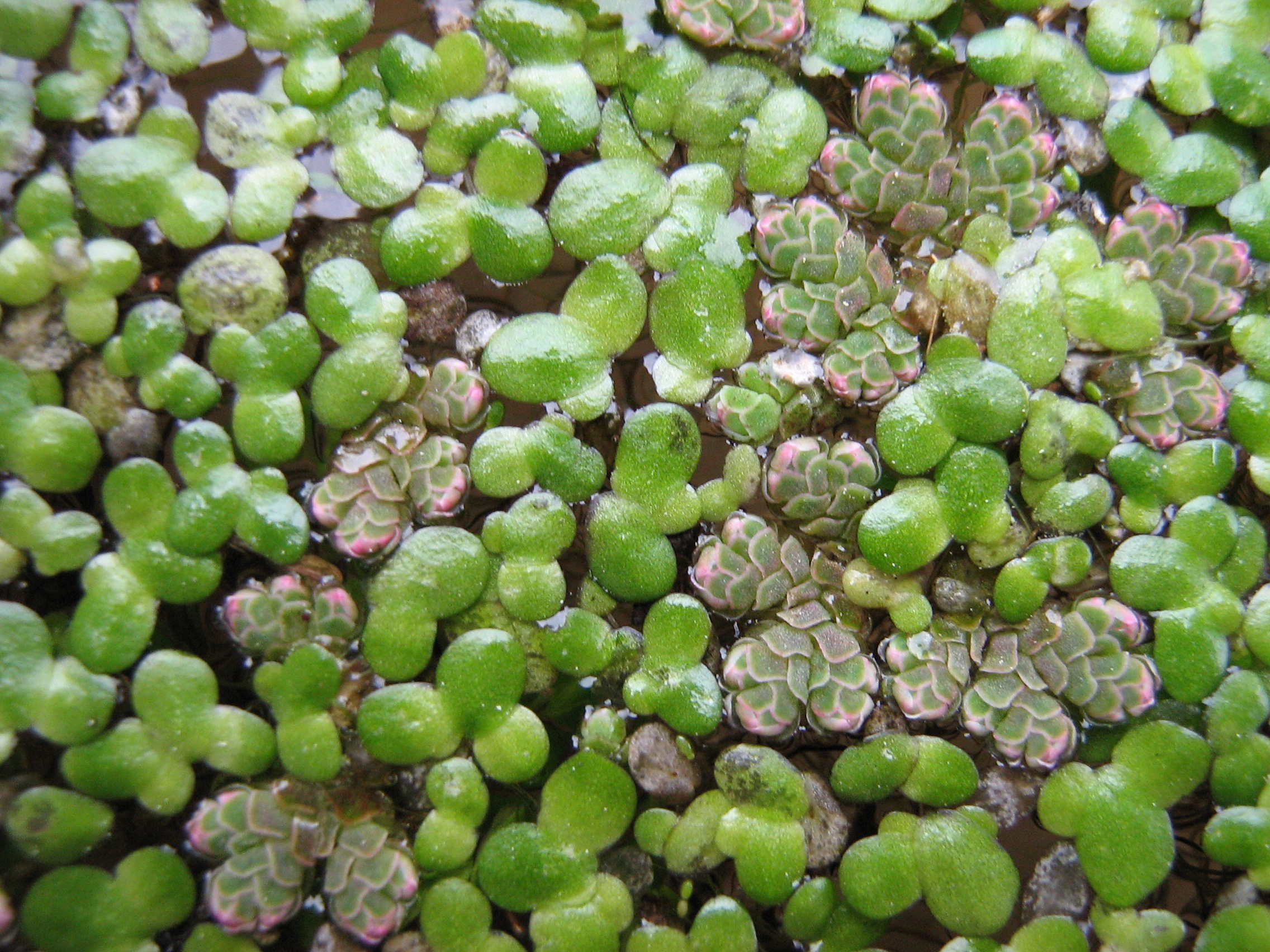
Azolla filiculoides (з рожевим відтінком) що росте разом із Lemna minor
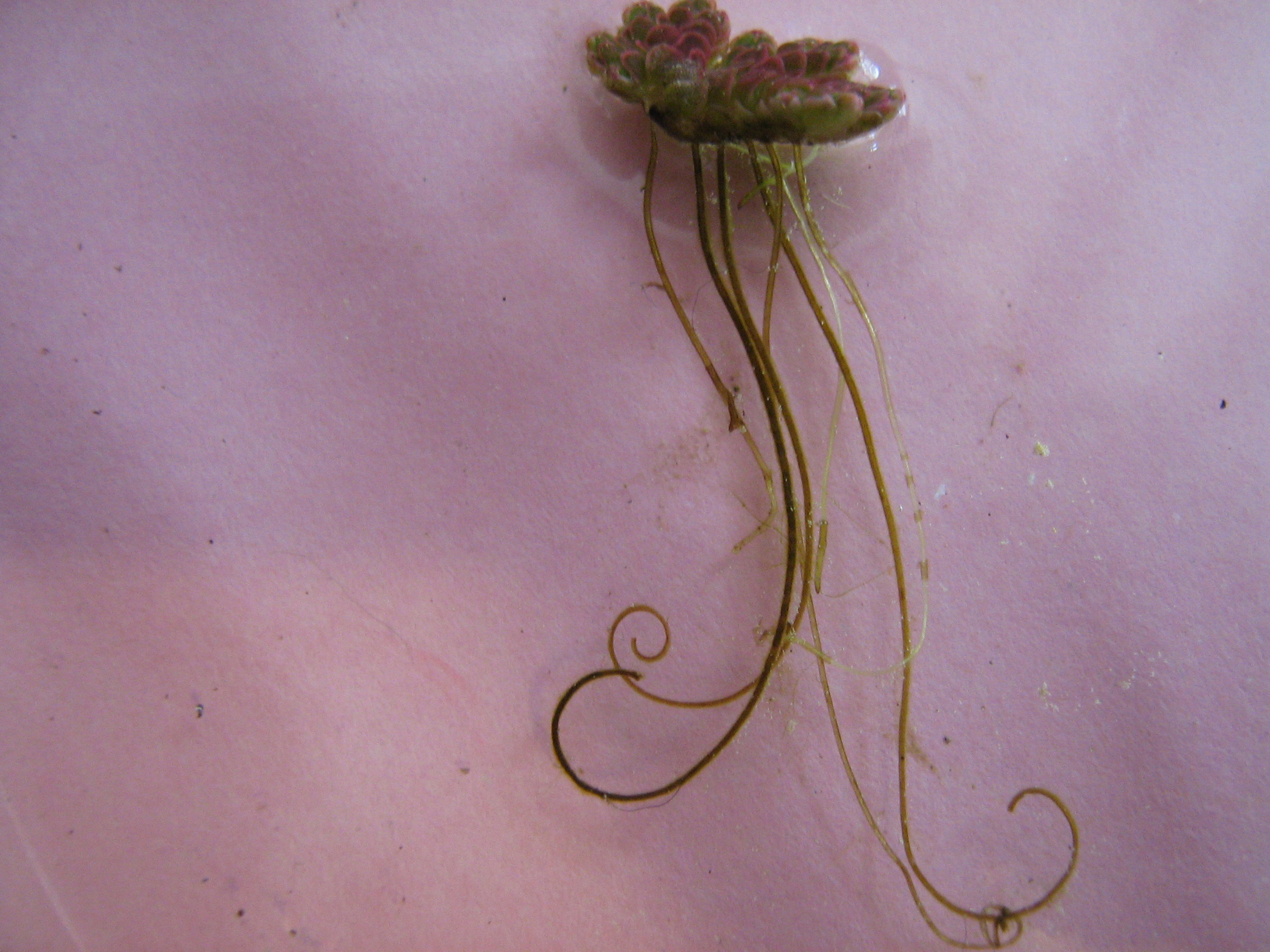
Окрема Azolla filiculoides з корінням

## Зовнішні посилання
- Вікісховище має мультимедійні дані за темою: Азола папоротеподібна
- Азола папоротеподібна: інформація на сайті GRIN
- Flora of North America: Azolla filiculoides
- USDA Plants Profile: Azolla filiculoides
- Plants for a Future: Azolla filiculoides
- NSW Flora Online: Azolla filiculoides